# بزرگراه

علامت بزرگراه با مانع در ایران

علامت بزرگراه بدون مانع (جاده) در ایران

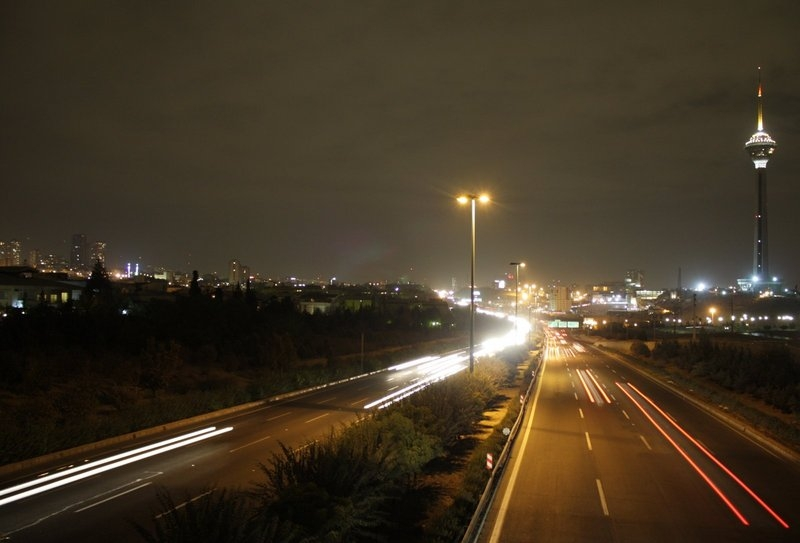
بزرگراه حکیم در تهران ایران

بزرگراه معبری است دوطرفه و دارای حفاظ میانی با تقاطع‌های نامحدود و تقاطع‌های همسطح محدود و همچنین کنترل دسترسی که عملکرد اصلی آن برقراری ارتباط سریع بین مناطق و نواحی عمده شهری است. بر پایهٔ تعریف مرکز آمار ایران بزرگراه «راهی است حداقل با چهار خط که مسیر رفت و برگشت آن به‌طور فیزیکی از یکدیگر مجزا و تقاطع‌های آن می‌تواند به صورت هم‌سطح باشد.»
بزرگراه راهی است که خطوط رفت و برگشت آن جدا از یکدیگر باشند و معمولاً در درون شهرها ساخته می‌شود و گاه اجباراً دارای تقاطع‌های هم‌سطح، میدان‌ها و چراغ راهنمایی نیز هستند.بزرگ‌راه‌ها، به منظور کاهش ترافیک طراحی می‌شوند. به مجموعهٔ بزرگراه‌های به‌هم‌پیوسته، «سامانه بزرگراهی» یا «شبکه بزرگراهی» می‌گویند.
تفاوت بزرگراه با آزادراه در این است که آزادراه هیچ‌گونه تقاطع هم‌سطحی ندارد و ورود و خروج از آن محدود می‌باشد و معمولاً در خارج از شهرها ساخته می‌شود. برخلاف بزرگراه، آزادراه‌ها عاری از تقاطع‌های هم‌سطح، محل گذر خط آهن و خطوط عابر پیاده به‌طور هم‌سطح هستند.
اگرچه بزرگراه‌های شهری در مقایسه با دیگر راه‌ها، طول نسبی بالایی ندارند (۵ تا ۱۰ درصد)، اما سهم به‌سزایی از رفت‌وآمد و سفرهای شهری را (۴۰ تا ۴۵ درصد) ویژهٔ خود کرده‌اند. بزرگ‌راه‌ها از آن رو اهمیت دارند که عموم رانندگان با توجه به ماهیت حرکتی سفرشان، از آن‌ها استفاده می‌کنند و تنها در نواحی مربوط به مقصدشان است که آن را ترک می‌کنند. به همین دلیل است که همواره مسیرهای بزرگراهی سهم ترافیک بیش‌تری را نسبت به دیگر مسیرها دارند.
کنترل و نظارت عملکرد بزرگراه‌ها که امروزه به عنوان شاخه‌ای از کنترل ترافیک شبکهٔ معابر مطرح شده، از موارد بسیار مؤثری است که با بهره از تجهیزات پیشرفته در زمینه‌های مختلف، می‌تواند سهم قابل توجهی در افزایش کارایی بزرگراه‌ها داشته باشد. روش‌های گوناگونی برای اصلاح کارایی و کاهش اثرات نارضایت‌بخش تراکم در بزرگراه‌های شهری وجود دارد که به پنج مورد تقسیم می‌شوند: کنترل شیبراهه‌های ورودی، کنترل شیبراهه‌های خروجی، کنترل خط اصلی بزرگراه، کنترل و اعمال حق تقدم، کنترل کریدورها و دالان‌های ترافیکی.

## مقررات رانندگی
در ایران، حداکثر سرعت رانندگی در بزرگراه ها به شکل عمومی برابر ۱۰۰ کیلومتر بر ساعت است و اگر خطوط رفت و برگشت از یکدیگر جدا شده باشند حداکثر سرعت برای انواع سواری و وانت بار ۱۱۰ و برای اتوبوس و مینی بوس و تریلی و کامیون و کامیونت ۱۰۰ کیلومتر در ساعت است.

## نگارخانه

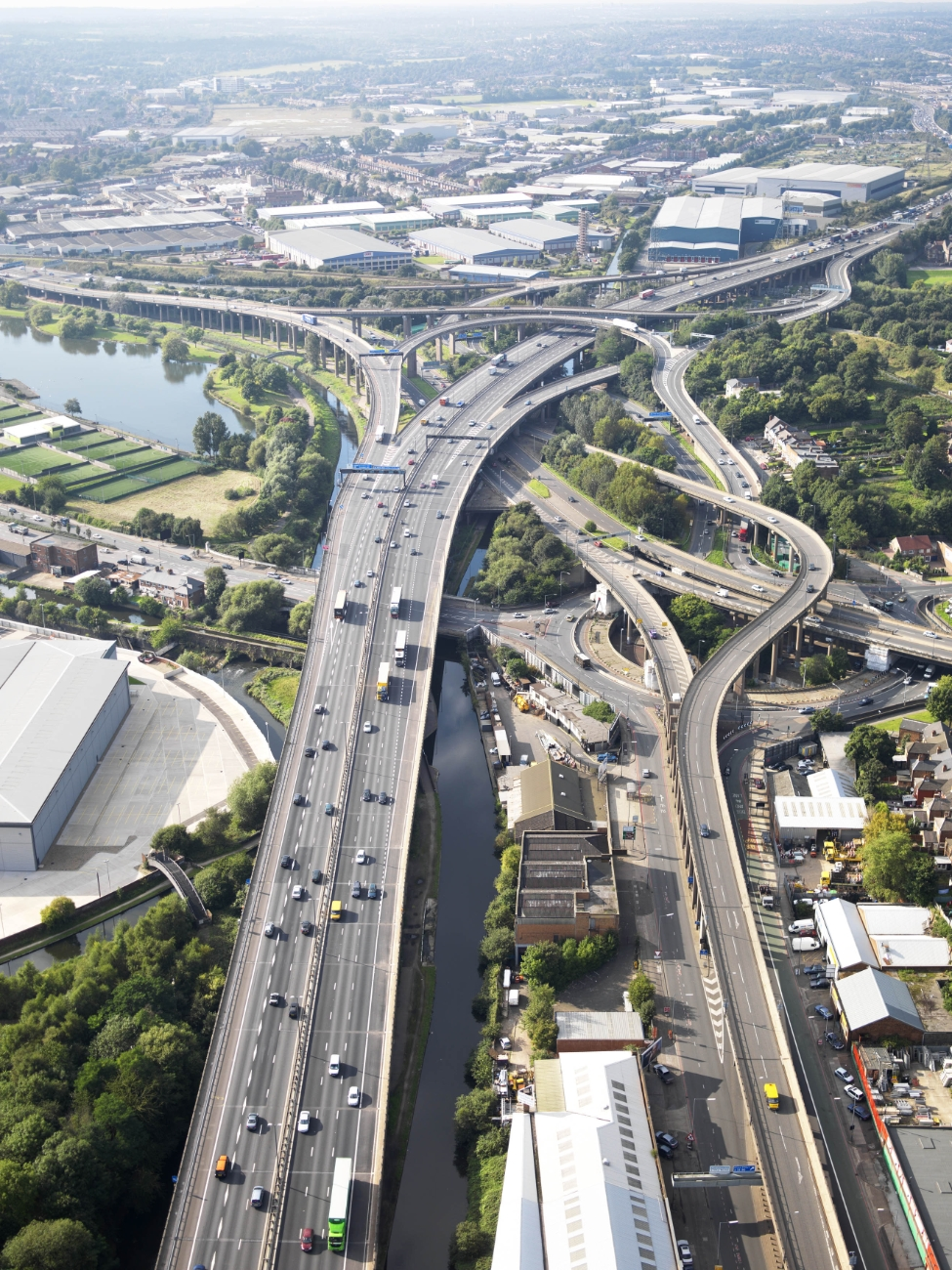
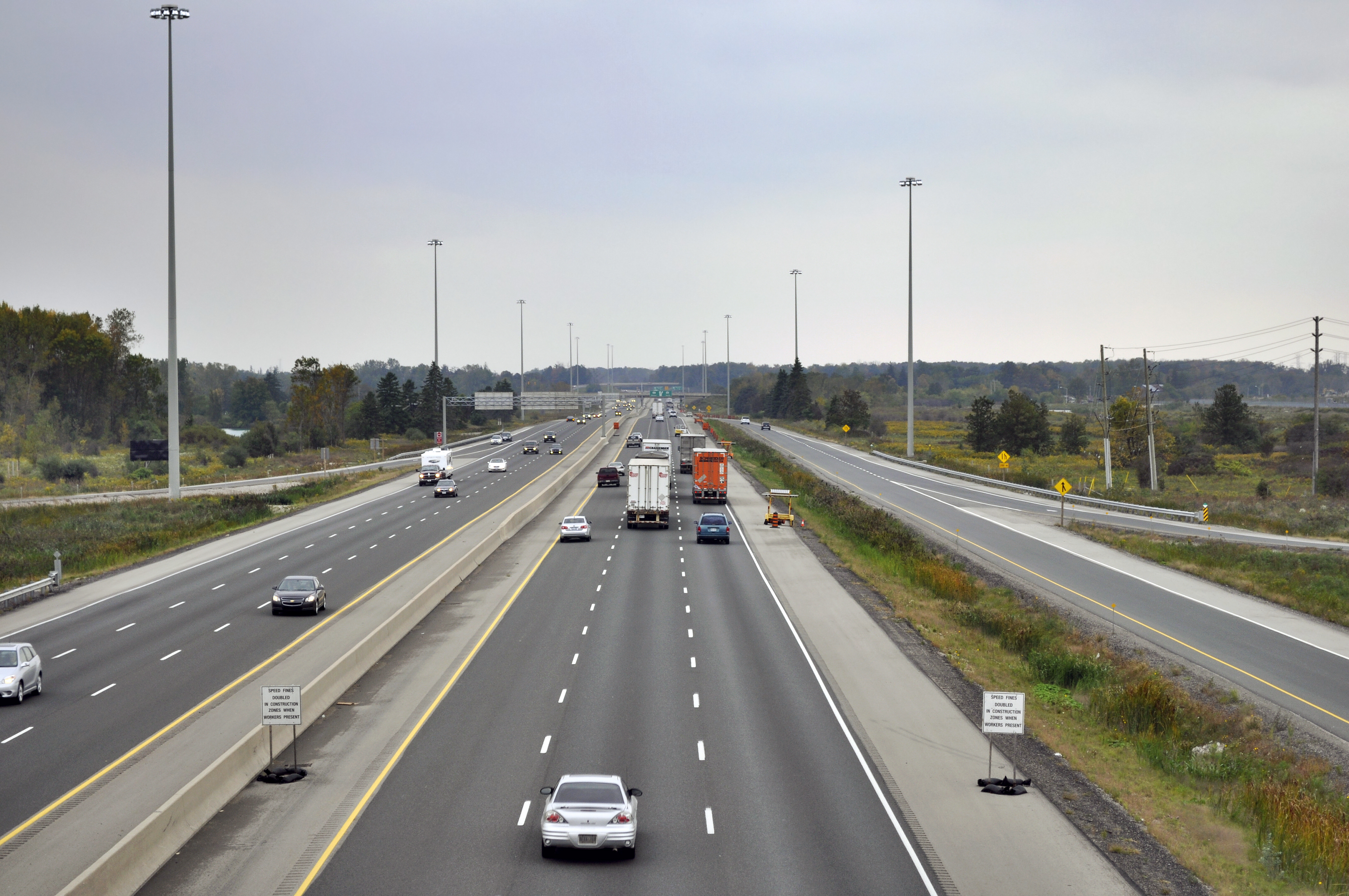
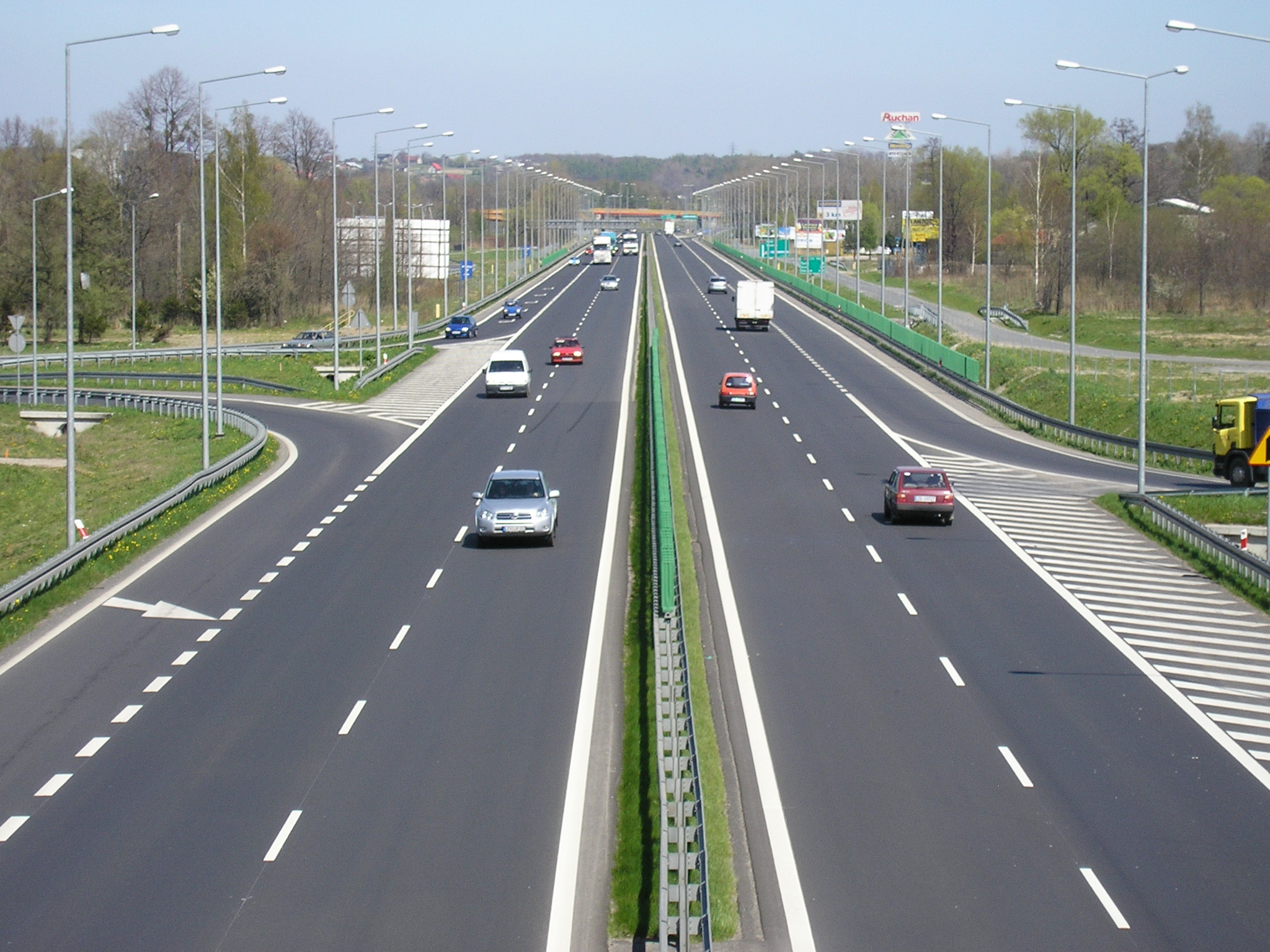
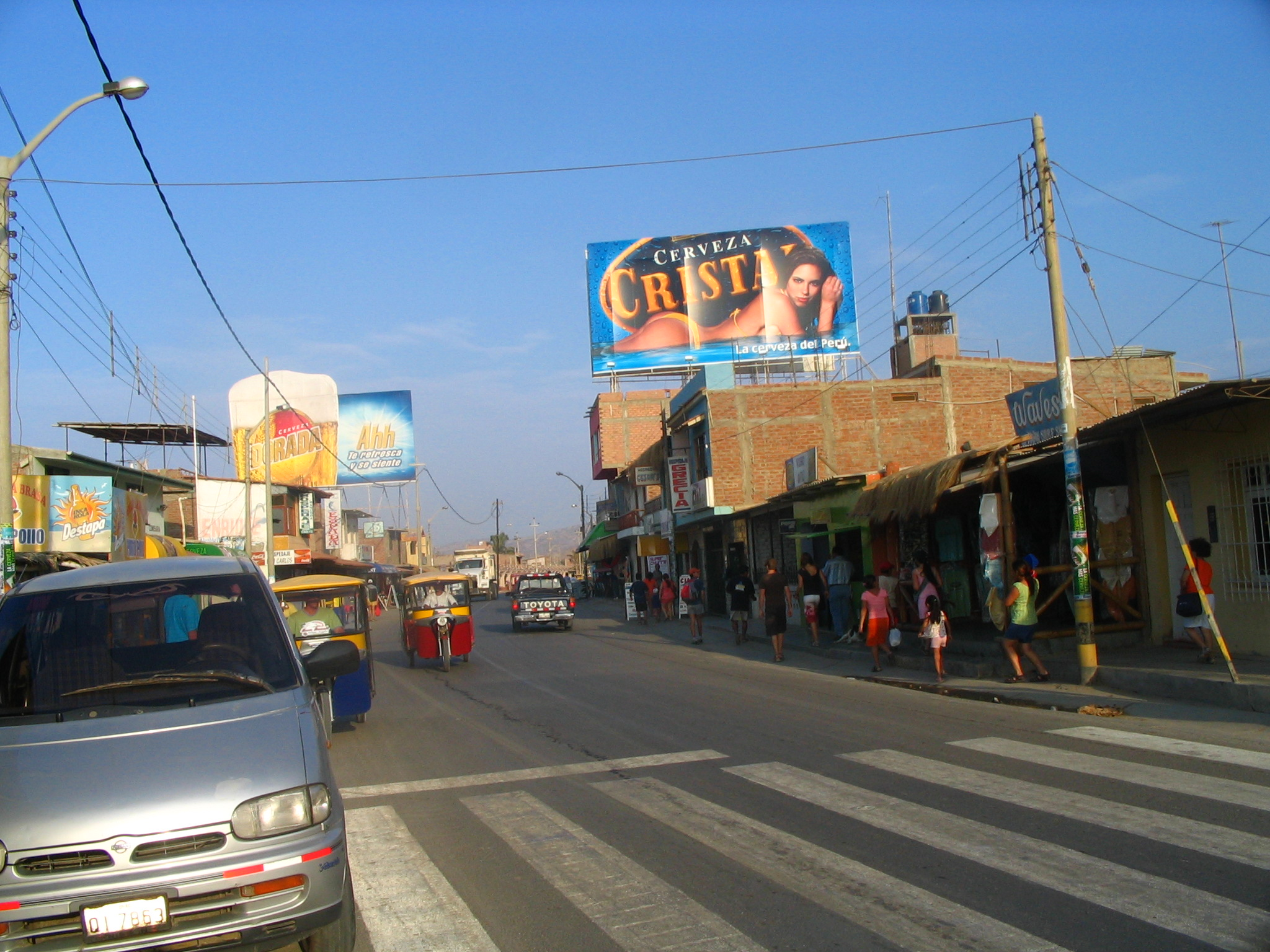
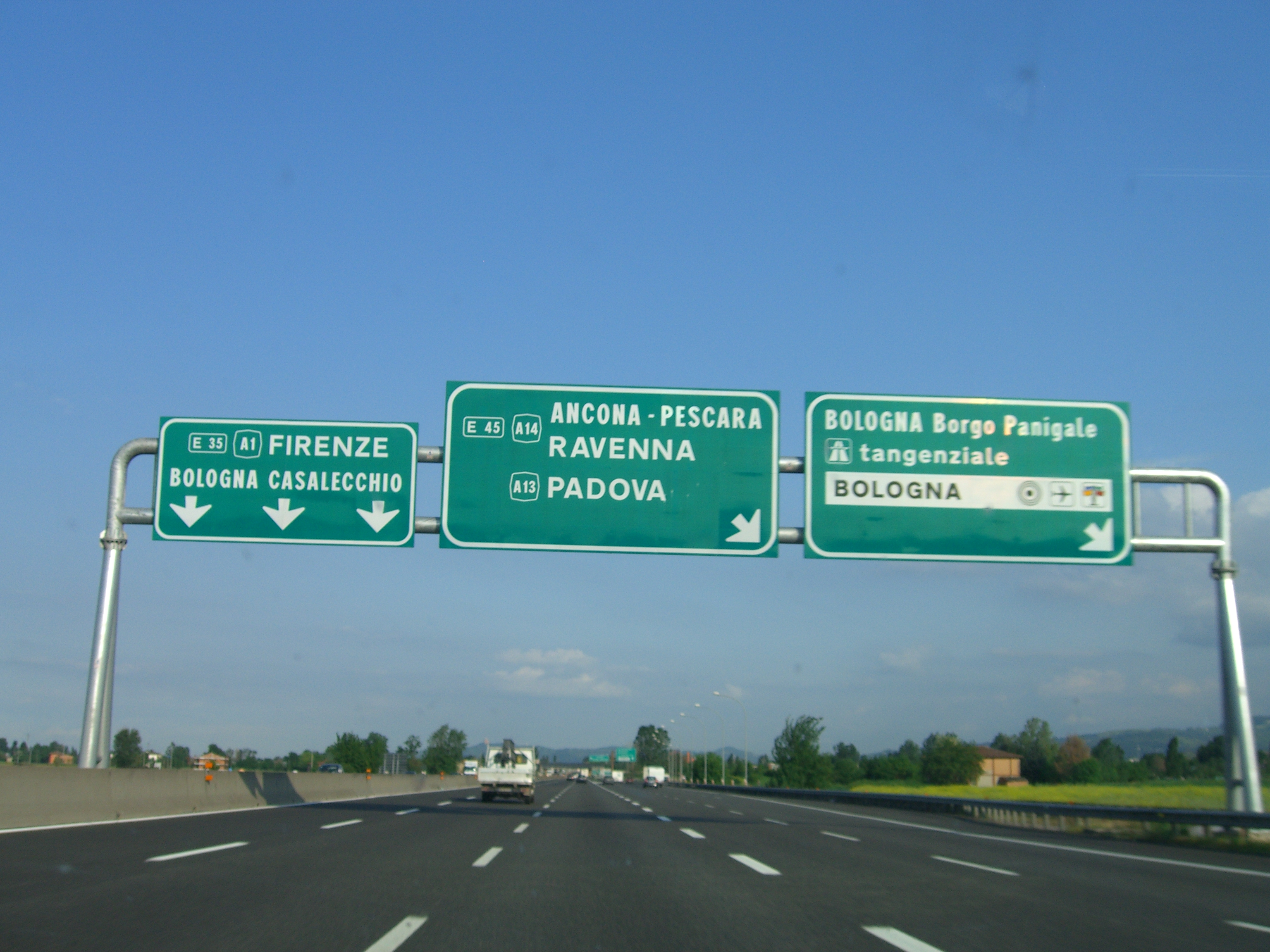
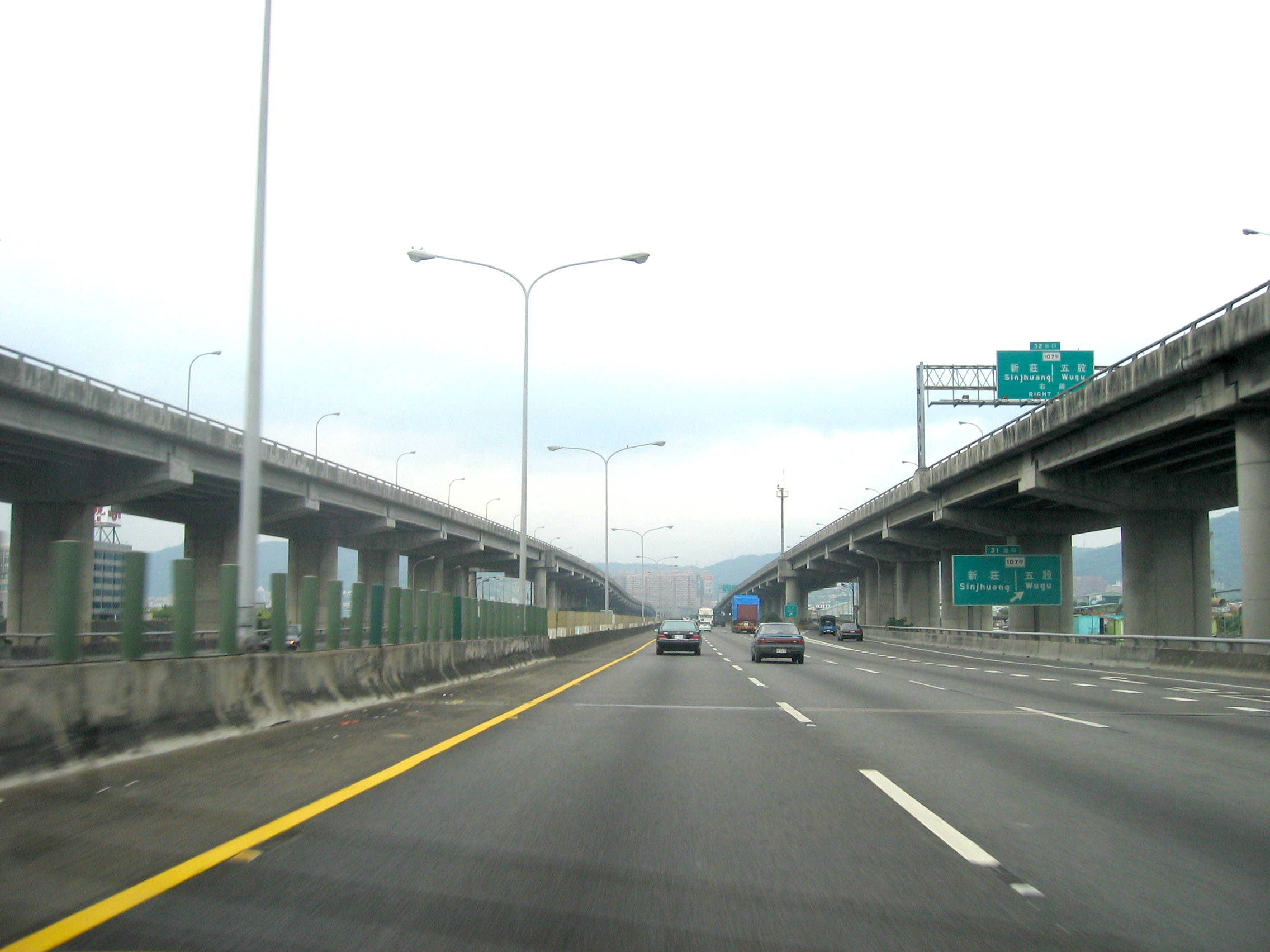
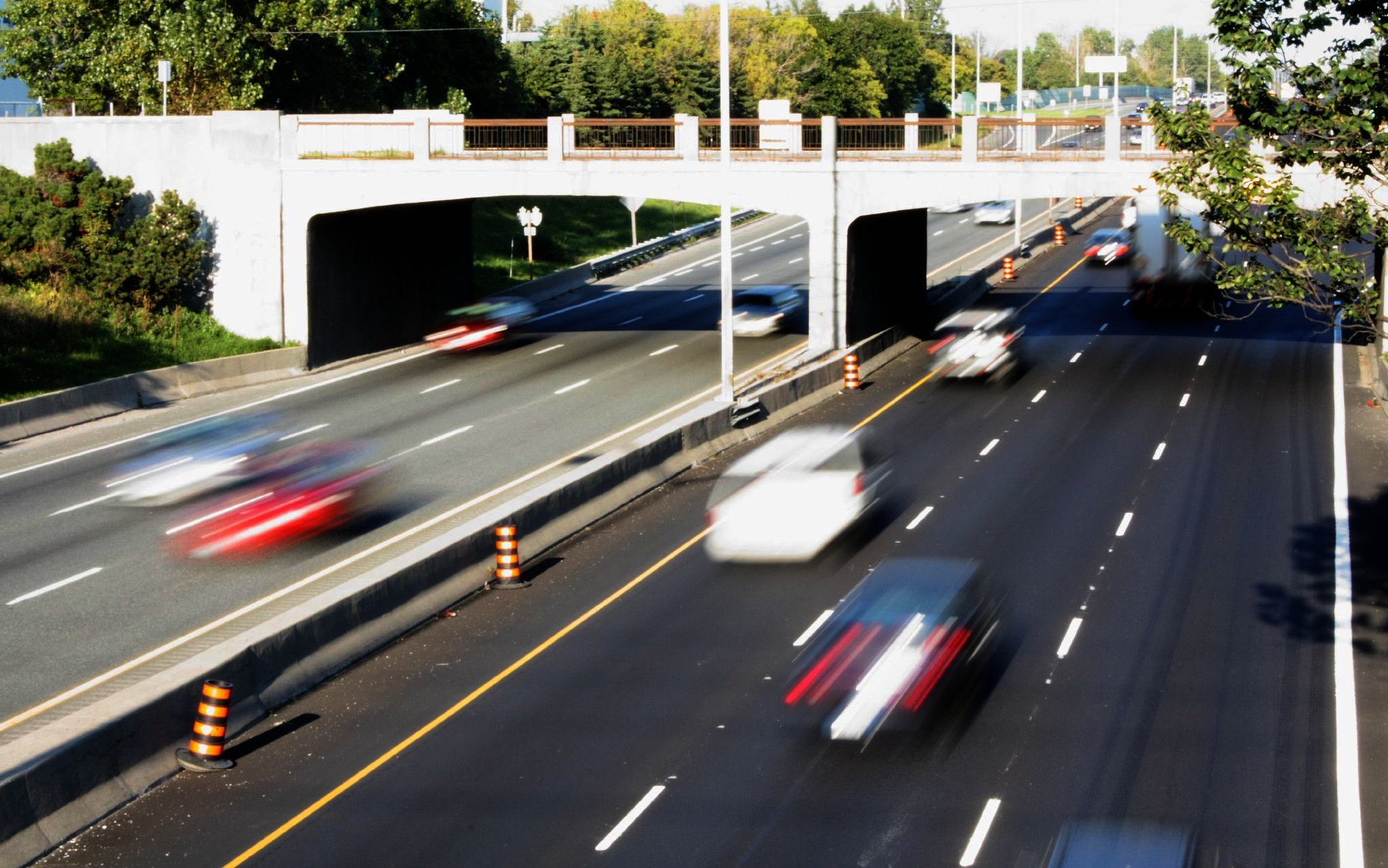
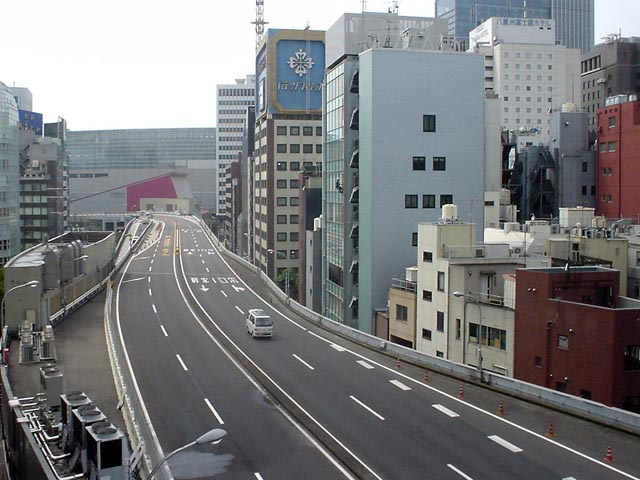
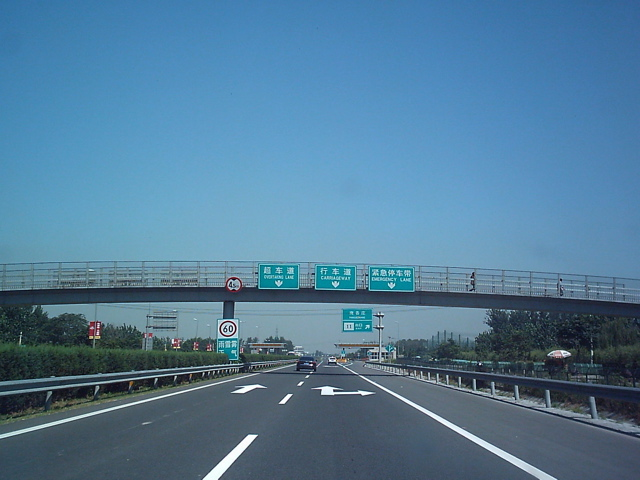
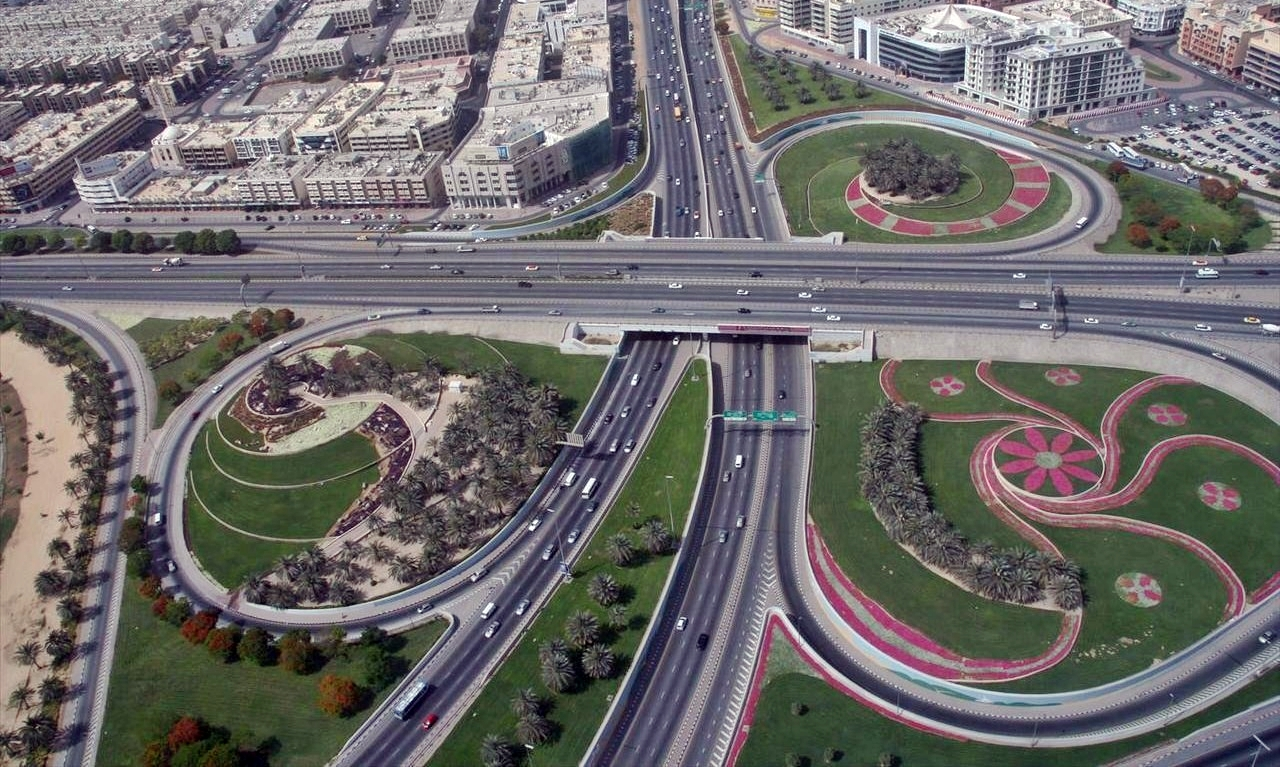
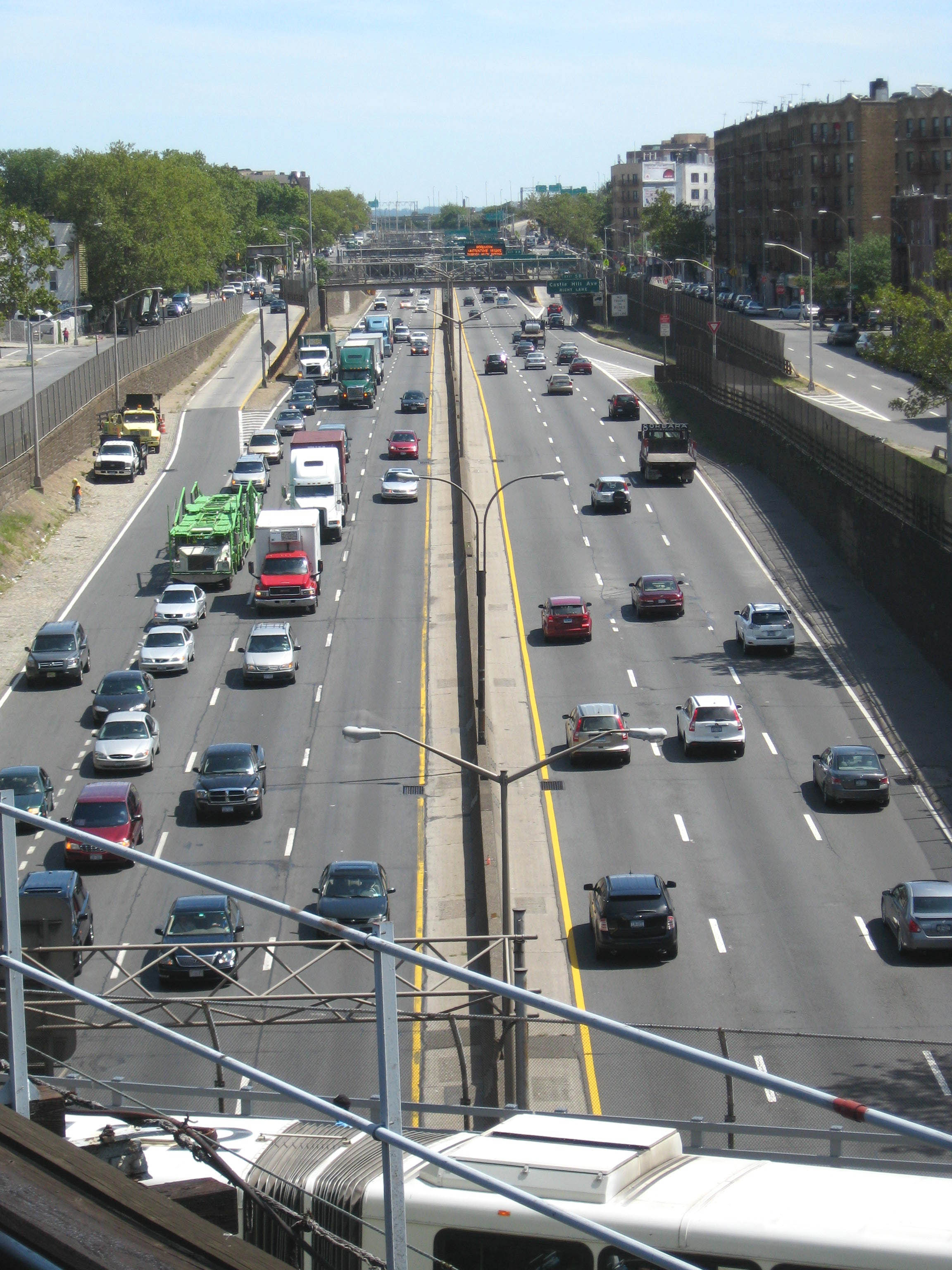
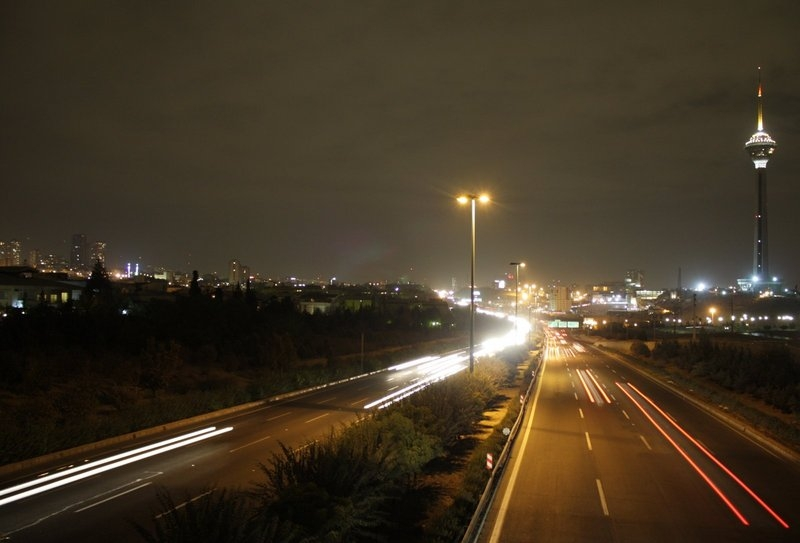
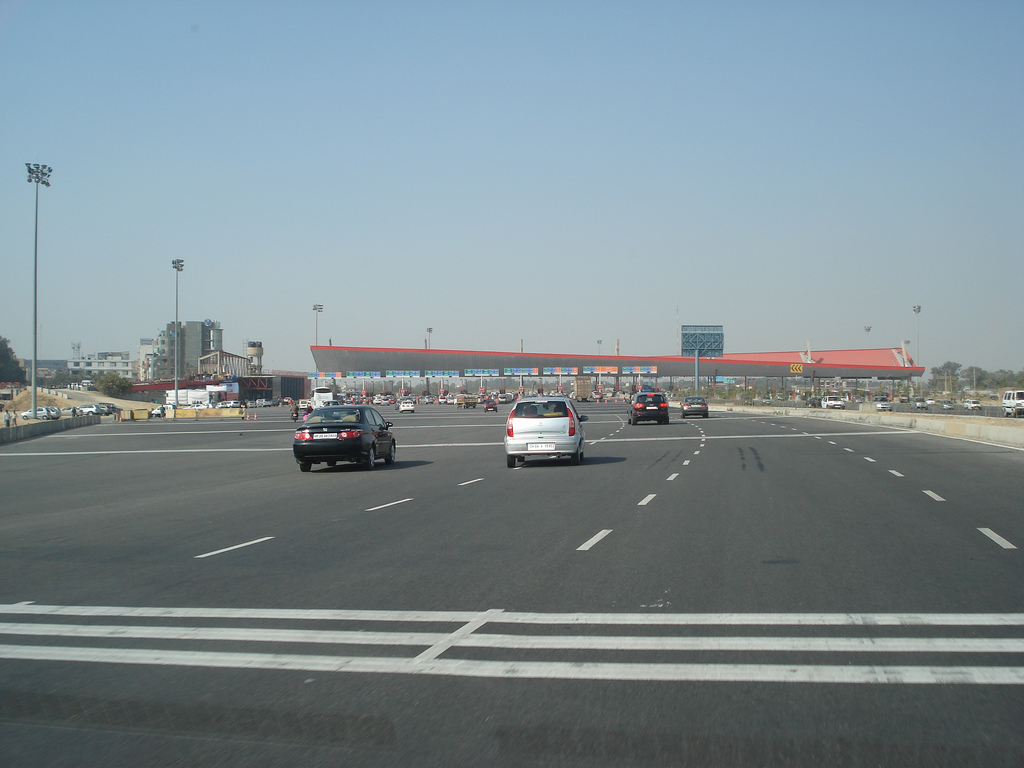
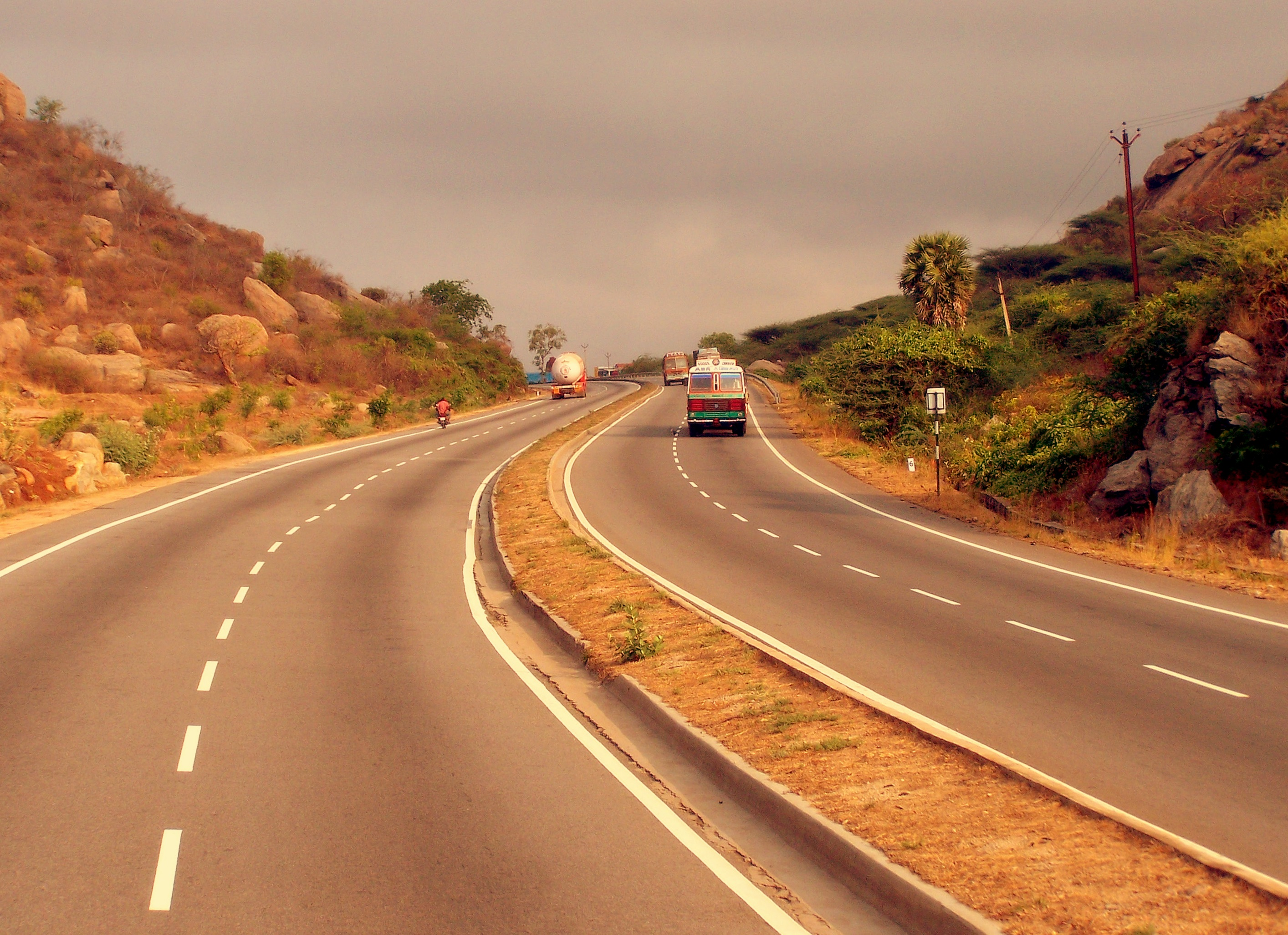
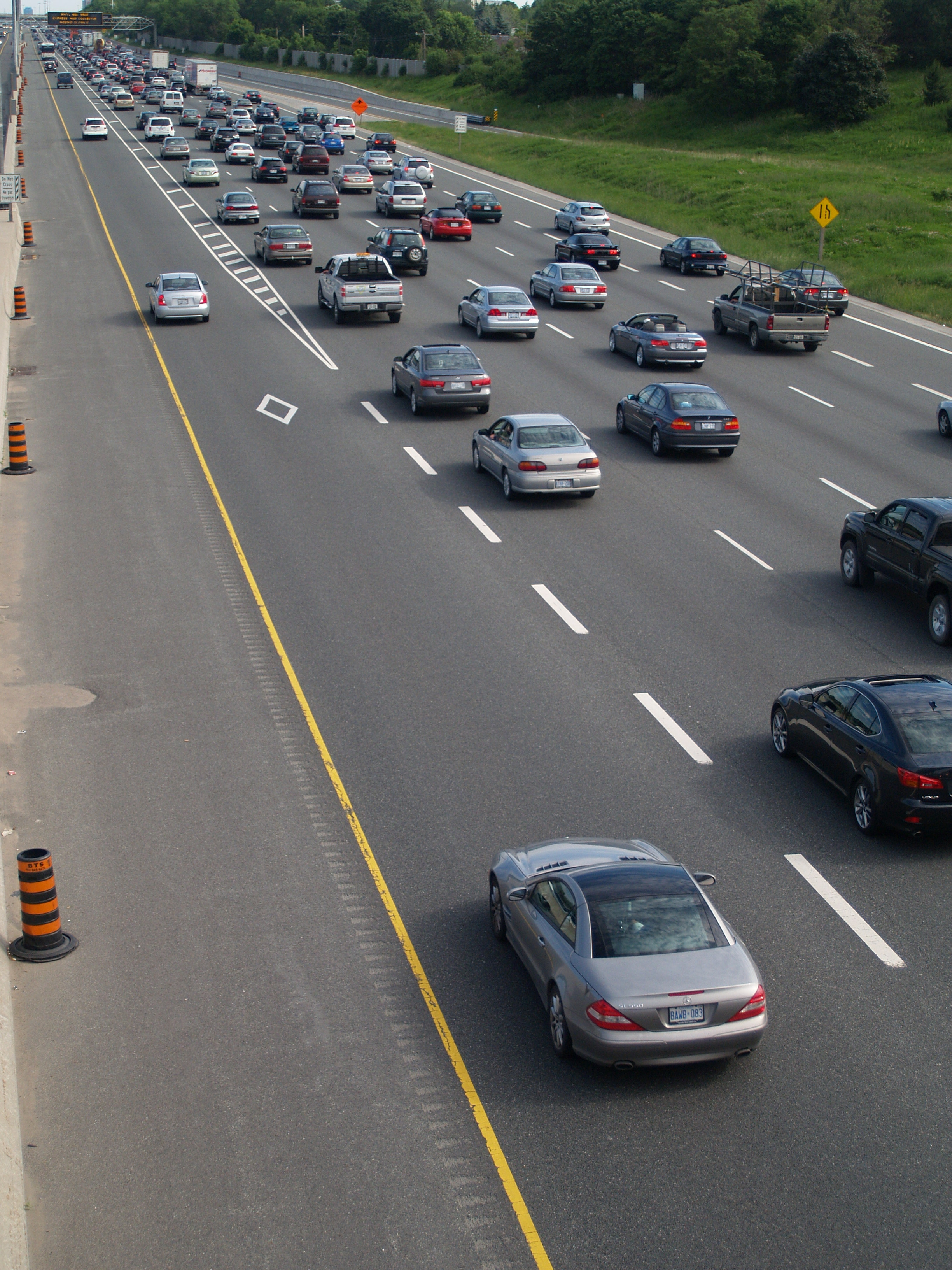
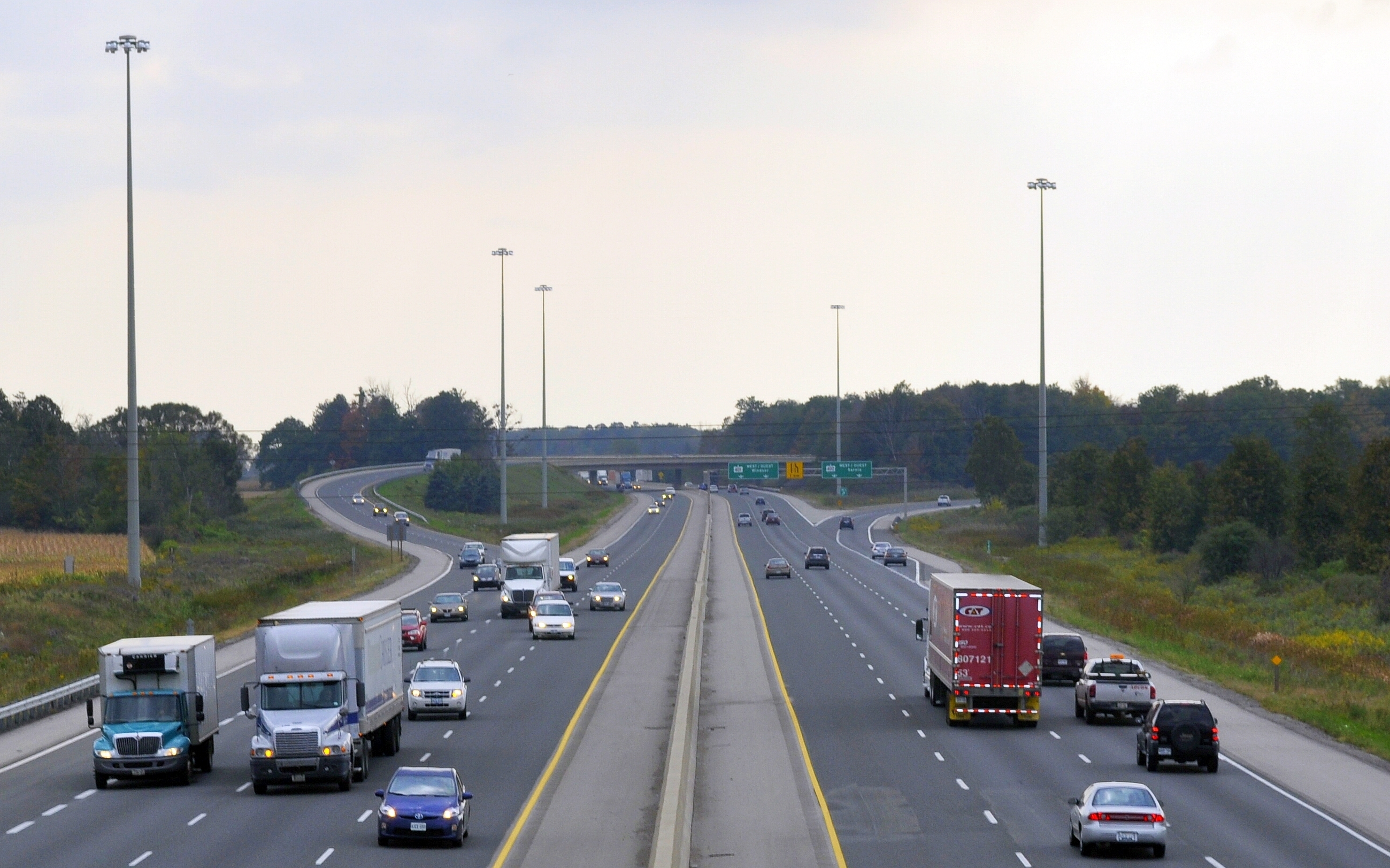
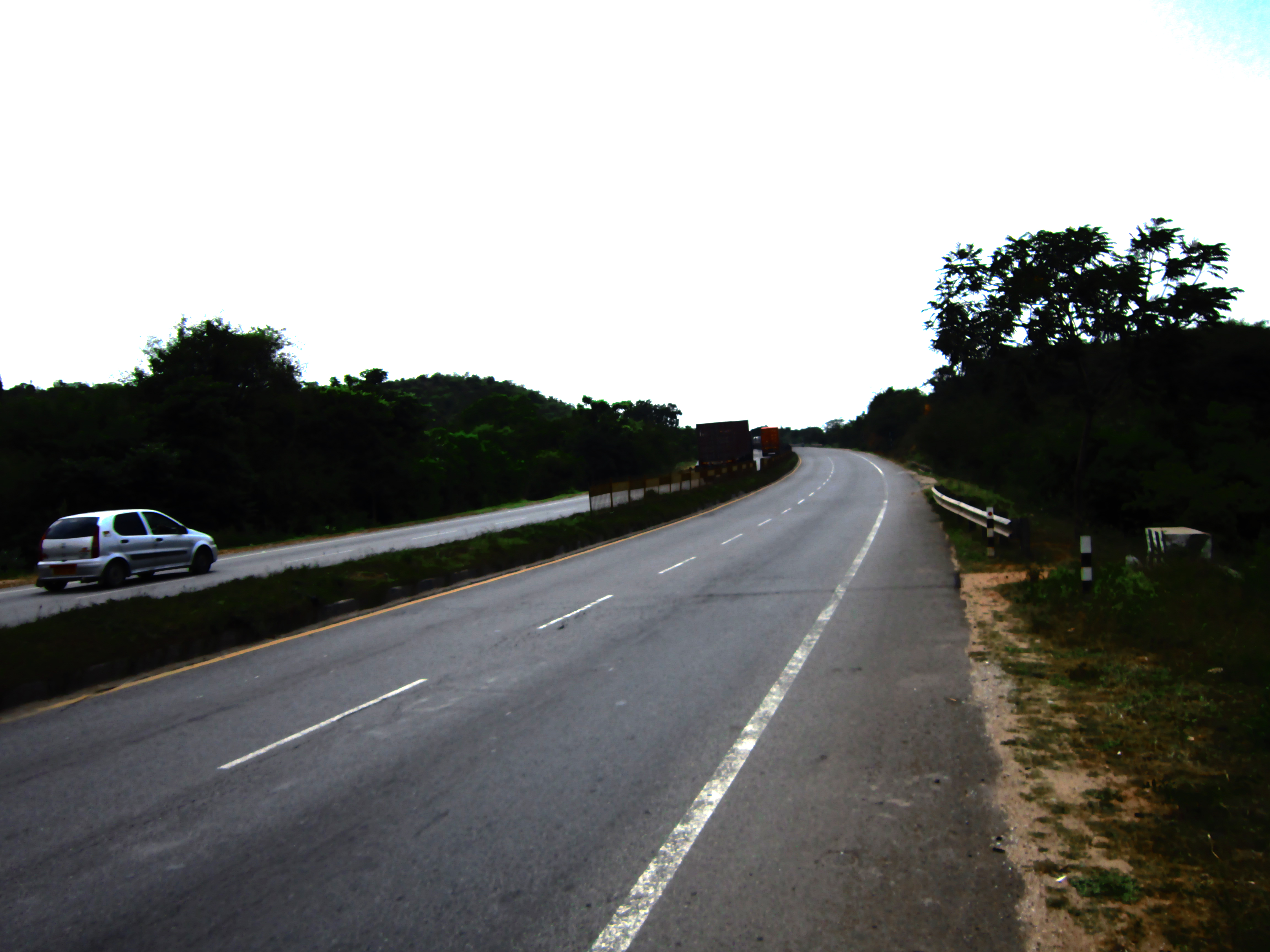
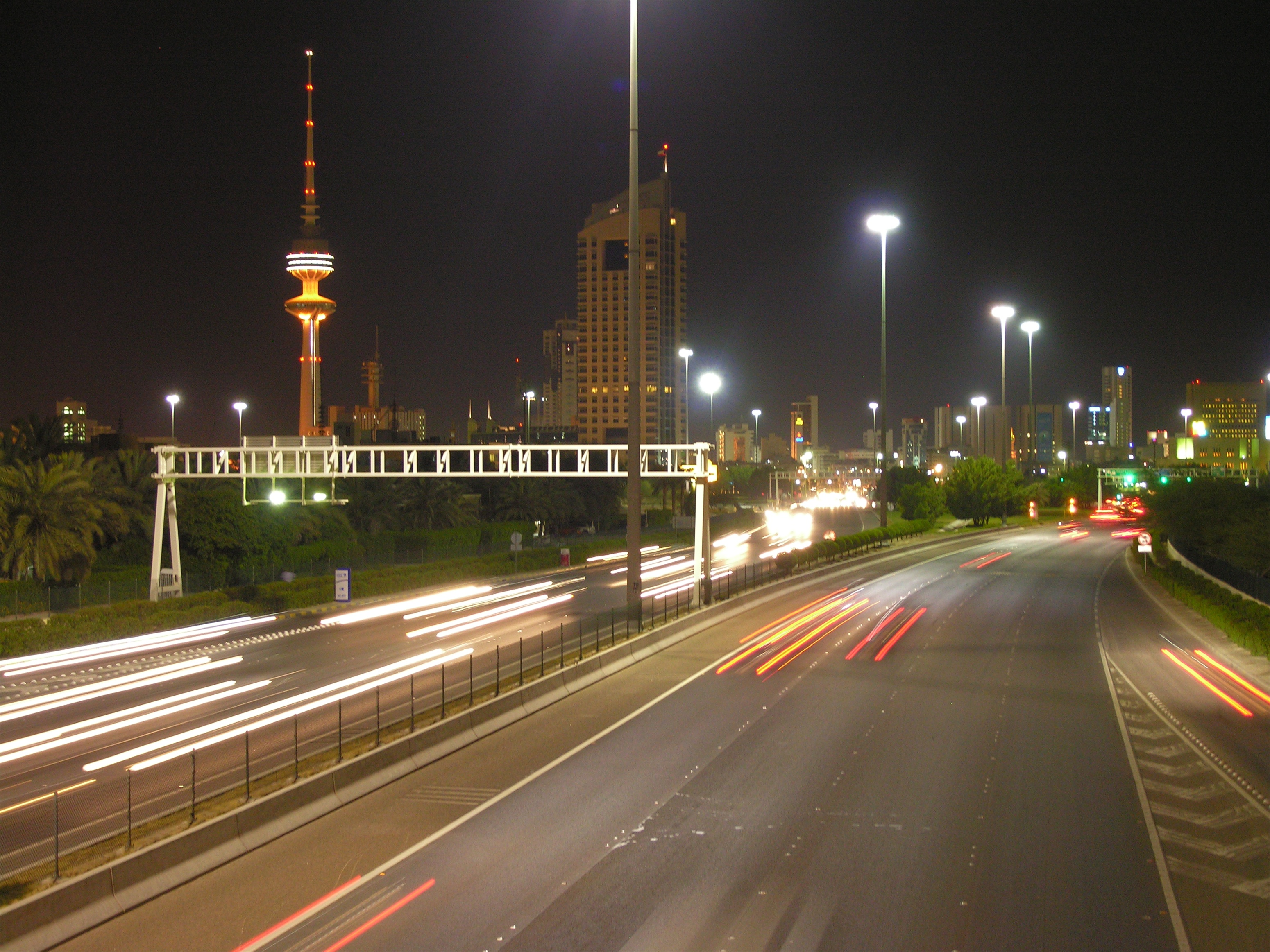
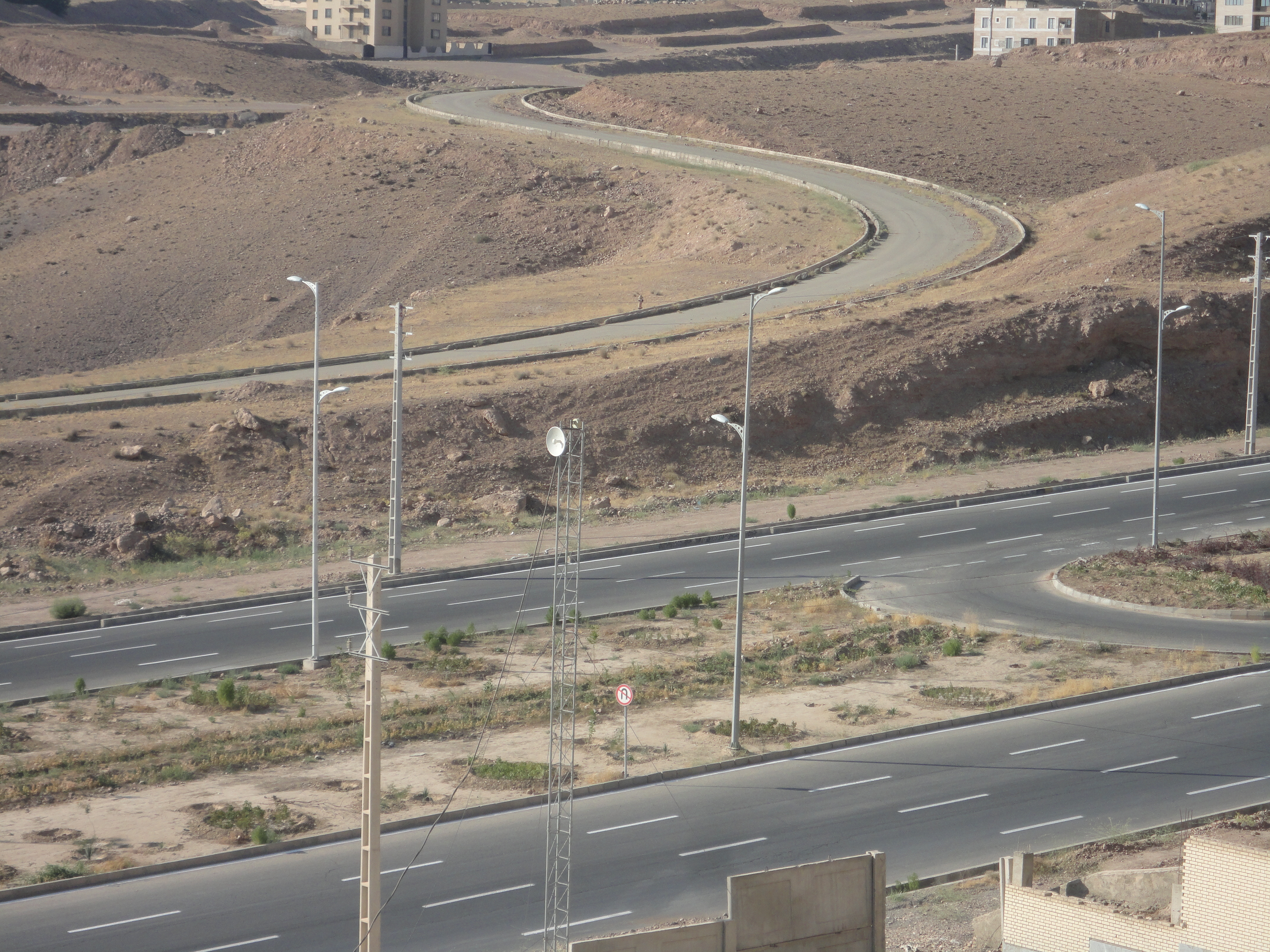